# Regietheater
Regietheater ist ein Schlagwort aus der Theaterkritik, entstanden in den 1970er Jahren. Eine Inszenierung wird als „Regietheater-Inszenierung“ bezeichnet, wenn nach Meinung des Rezensenten die Ideen des Regisseurs einen (möglicherweise zu) großen Einfluss (verglichen mit den Ideen des Autors, der Darsteller oder im Musiktheater des Komponisten, der Sänger bzw. des Dirigenten) auf die Darbietung haben.
Der Begriff Regietheater suggeriert, dass es sich hierbei um eine einheitliche Strömung im Schauspiel oder Musiktheater handelt. Zwei Gründe sprechen jedoch gegen die Anerkennung des Begriffs Regietheater als Gattungsbegriff: Zum einen ist der Begriff zu wenig konkret und wird demgemäß von verschiedenen Kommentatoren für Regisseure der verschiedensten Stilrichtungen gebraucht, zum anderen fehlt es dem Begriff aufgrund seiner (zumindest ursprünglich) negativen Konnotation an Neutralität.

## Regietheater aus kritischer Sicht
Zu den wichtigsten Vorwürfen gegenüber einem Regisseur, die dazu führen können, dass seine Inszenierung als Regietheater bezeichnet wird, gehören die folgenden:
- Die Inszenierung verletzt die Intentionen des Autors (im Musiktheater auch: des Komponisten). In diesem Zusammenhang werden insbesondere kritisiert: willkürliche Zusätze und/oder Kürzungen, Verlegung der Handlung an einen anderen Ort oder in eine andere Zeit.

- Die Inszenierung lenkt vom eigentlichen Gehalt des Werkes ab. Dieser Vorwurf ist insbesondere im Musiktheaterbereich verbreitet, wo Regisseuren gelegentlich die Ablenkung von der Musik vorgeworfen wird, kommt aber auch im Sprechtheater vor, wo er sich meist auf das Einfügen von Szenen, die nichts mit dem eigentlichen Werk zu tun haben, bezieht.

- Die Inszenierung enthält Charakteristika, die für das Werk entbehrlich sind. Kritisiert werden in diesem Zusammenhang beispielsweise das Zurschaustellen von Nacktheit oder unverhältnismäßiger Brutalität um ihrer selbst willen.

Mit dem Begriff des Regietheaters (in seiner ursprünglichen, negativen Bedeutung) eng verknüpft ist der Vorwurf, dass die Zunahme von Regietheater-Inszenierungen zu einer Verschlechterung der Qualität in der deutschsprachigen Theaterlandschaft führe. Einer der Wortführer dieser Meinung ist der deutsche Regisseur Peter Stein: „Inzwischen kann ja am Theater jeder machen was er will, aber in der ganzen Welt wird das deutsche Regietheater inzwischen verlacht.“
Für den Theaterkritiker Peter Kümmel bestimmt das Regietheater auch das Rollenverständnis und Agieren vieler Schauspieler in abträglicher Weise. Das Milieu sei geprägt vom Kampf gegen das herkömmliche „Vorspielen“. Oft wirkten die Darsteller auf der Bühne so, als hätten sie die Zuschauer vor dem Stück, der Aufführungstradition und dem toten Autor zu beschützen: „Der typische Bühnenkünstler der Gegenwart scheint immer kurz davor zu stehen, das Rollenkostüm abzuwerfen. Er befindet sich im konstanten unterschwelligen Aufruhr gegen seine Figur – ja gegen den Zwang zur Rolle an sich. Er meint, dass er nicht mehr ernst genommen wird, wenn er seinen Beruf ganz ernst nimmt. Er ist in der Klemme; ein unfreier, zur Ironie gezwungener Mensch.“ Dahinter stehe als graue Eminenz und „wahrhaft freier Mann im ganzen System“ der Regisseur als derjenige, „der aus den Stücken die Figuren und Motive ‚herausholt‘, die ihn ‚interessieren‘“. Kümmel sieht die Schauspieler in ihrem künstlerischen Anspruch auch mancherlei Systemzwängen ausgeliefert; sie erlebten ihre Profession oft mehr als Fron denn als künstlerisches Wagnis. „Immer kürzer sind die Produktionszeiten, immer häufiger verzichten Regisseure darauf, eine gewisse Spielkunst (oder Wahrhaftigkeit) als Darstellungsziel anzupeilen, weil sie gar nicht mehr daran glauben, sie in jener Perfektion erreichen zu können, die von Netflix vorgeführt wird.“

## Wandlung des Begriffs
In jüngerer Zeit wird der Begriff Regietheater von Befürwortern solcher Inszenierungsformen vermehrt auch mit positiver Konnotation verwendet. Regisseure, die ihre Inszenierungen bewusst als Regietheater-Inszenierungen bezeichnen, betonen damit die ihrer Meinung nach bestehende Notwendigkeit, Werke der Vergangenheit neu zu deuten. Dahinter stehe der Gedanke, dass ein heutiges Publikum anders sozialisiert sei als das Publikum zur Zeit der Uraufführung eines Werkes. Es müsse entsprechend anders angesprochen werden, um denselben Effekt zu erzielen. Das Bekenntnis zum Regietheater von Seiten eines Regisseurs beinhaltet insbesondere die Auffassung, dass die oben kritisierten Stilmittel wie Zusätze und/oder Kürzungen, Verlegung der Handlung u. Ä. zu diesem Zweck zwingend erforderlich sind.
Diese Art des bewussten Bekenntnisses zum Regietheater und der damit verbundene Versuch, dem Begriff seine negative Konnotation zu nehmen, ist vor allem im deutschen Sprachraum ausgeprägt. Zu den führenden Regisseuren, die sich selbst als Regietheater-Regisseure sehen, gehören u. a. Hans Neuenfels und Peter Konwitschny.

## Begriffskritik
Der Begriff Regietheater ist insofern unglücklich, als auch die schärfsten Kritiker sich nicht gegen die Notwendigkeit eines Regisseurs an sich stellen. Dennoch ist es weitestgehend umstritten, ob eine Inszenierung heutzutage einen Regisseur benötigt, der eine für die jeweilige Zeit gültige Deutung des Werkes auf die Bühne bringen oder die Deutung des Werkes dem mündigen Publikum anvertrauen sollte bzw. in welchem Verhältnis die beiden sich scheinbar gegenüberstehenden Ansprüche in einer Inszenierung eingelöst werden können.

## Regietheater in der Oper
Bis etwa 1800 war Musiktheater vor allem Uraufführungstheater. Komponist und Publikum lebten in derselben Zeit und somit in derselben Gesellschaft. Die Konventionen und „Spielregeln“ für Theater waren für Aufführende wie Zuschauer allgemein klar. Mit der Aufführung auch älterer Werke bildete sich im 19. Jahrhundert das Repertoire-Theater, das neben neuen Werken auch diejenigen historischen Opern aufführte, die in ihrer Zeit ein Publikum fanden. Hierbei änderte sich der Theaterstil der Aufführung gegenüber der Zeit ihrer Entstehung oft erheblich, da sich die Sicht der Zeit auf Stoffe, Themen und Motive und auch die angewandten technischen Hilfsmittel bis hin zur Bauweise der Musikinstrumente verändert hatten. Die Werke Mozarts z. B. erfuhren im 19. Jahrhundert eine deutliche Romantisierung und Verfälschung (etwa bei Così fan tutte). Je weiter Entstehung und Aufführung eines Werkes zeitlich auseinanderklafften, desto mehr bedurfte es der Interpretation eines Werkes. Dies führte schließlich zum Beruf des Regisseurs, also eines künstlerischen Gesamtleiters einer Opernaufführung, der Spielweise und ästhetische Gestaltung des Werkes in Zusammenarbeit mit dem Dirigenten festlegt.
Unter den Schlagworten „Werktreue“ und „Regietheater“ lassen sich zwei gegensätzliche Positionen zur Aufführung von Opern heute fassen, die unter Zuschauern und Künstlern oft heftig und kontrovers gegeneinander gestellt werden.
- Werktreue. Anhänger der Auffassung, dass eine Oper „werktreu“ aufgeführt werden solle, vertreten die Auffassung, dass die Absicht der Autoren eines Werkes für die Aufführung eine Gültigkeit hat und eine Oper entsprechend aufzuführen sei. Da die Autoren meist nicht mehr am Leben sind und es auch keine Ton- oder Bildaufzeichnungen aus deren Zeit gibt, ist nicht immer einfach, herauszufinden, was die Absicht der Autoren gewesen ist (obwohl manche Autoren, z. B. Richard Wagner, sehr präzise Regieanweisungen geschrieben haben). Oft bezieht sich das Postulat der Werktreue daher auf eine Aufführungstradition, namentlich auf diejenige aus der ersten Hälfte des 20. Jahrhunderts, fast immer sind Bühnenbild und Kostüm hier die maßgeblichen Kriterien für die Beurteilung. Zweifellos kann die Herangehensweise an eine Oper zunächst beim Werk und seiner Analyse beginnen. Ziel der Gestaltung ist dann vorrangig die Aufführung des Werkes selbst und seiner Inhalte im Sinne des Werkes. Hierfür ist der Begriff „Werkgerechtigkeit“ wohl treffender als der der „Werktreue“.
- Regietheater. Bei vielen Regisseuren steht bei einer Opernaufführung der Bezug zur heutigen Zeit und Gesellschaft oder zu ihrer eigenen Person im Vordergrund. Oftmals versuchen diese, eine Gestaltung zu wählen, die optisch einen deutlichen Bezug zur Jetztzeit hat. Aspekte des Werkes, die nur in der Entstehungszeit klar verständlich waren, werden interpretiert – oder uminterpretiert. Die Aufführungen dieser Regisseure können den Charakter von Werkbearbeitungen annehmen, bei denen die persönliche Interpretation durch den Regisseur das Werk überdeckt.

Zwischen diesen beiden Polen steht heute jede Opernaufführung. Der Anspruch der meisten Künstler in der Oper ist jedoch, gleichermaßen dem Werk und der heutigen Realität gerecht zu werden. Der Regisseur Adolf Dresen hat hierzu (sinngemäß) formuliert: Die Werktreue ist für eine Oper ebenso schädlich wie die Werkverwurstung. Ein weiterer, gern zitierter Ausspruch mit Bezug auf die Diskussion zum Thema Werktreue besagt: Tradition ist die Weitergabe des Feuers, und nicht die Anbetung der Asche.
Eine immer wieder neue Herausforderung für Regisseure bietet Bayreuth mit den Werken Richard Wagners. Da der Kanon der bei den Bayreuther Festspielen gespielten Werke seit über 100 Jahren auf dieselben zehn Wagner-Opern begrenzt ist, tritt die jeweilige Neudeutung der Werke in der „Werkstatt Bayreuth“ in den Vordergrund.